# 大慈延福宫
大慈延福宫，俗称三官庙，是位于今北京市东城区朝阳门内大街203号的一座道教宫观。

## 历史
大慈延福宫始建于明朝成化十七年（1481年）。其位置在东四牌楼以东，朝阳门内大街路北。庙内主祀三官，即天官、地官和水官三神，故俗称“三官庙”。该庙建成之后，明宪宗曾撰碑文，记述建庙缘由与该庙的建筑规制。明朝正德十一年（1513年），明武宗赐封该庙住持严天容为真人，“领道教事”。
大慈延福宫曾经过两次较大规模修缮。第一次是明朝嘉靖四年（1653年）。明朝礼部尚书兼翰林院学士徐阶撰写碑文称：“大慈延福宫者，宪祖纯皇帝之所建，而国家岁时祈禳报谢之所。其所祀曰三元三大帝，盖天地水□□赐福赦罪解厄之神也。嘉靖己酉，宫之建至六十七甲子矣。丹青金口之剥落暗昧……真人陶仲文以上赐金与所度道士楮价，葺而新之。始于三月十日，至七月讫工。”
从明朝末年至清朝乾隆初年，大慈延福宫已全无香火。据民间传说，明朝末年，李自成率军逼近北京，明朝崇祯帝朱由检赴大慈延福宫抽签卜吉凶。但他连求三签，签上内容皆不利。崇祯帝十分气愤，遂发口谕：此庙永远不得香火！不久，李自成军便攻入了北京。此后，大家认为该庙不吉利，所以香火断绝。清朝定都北京后，曾经“聚满汉子弟，教学于斯”。
乾隆三十六年（1771年），由皇室出资对大慈延福宫进行了一年的修复。“以乾隆庚寅嘉平即工，阅辛卯月辰载浃用底厥成，若值若竕，支内帑之羡所司请为记。”自此，大慈延福宫重新有了香火。每年农历元旦期间，大慈延福宫庙会在庙前举办，庙前临街聚集了不少估衣摊，所以此街人称“估衣街”。中华民国时期，大慈延福宫前修筑了道路，庙会改在庙旁举办。
1950年代起，先后有两个单位在大慈延福宫旧址建办公楼，所以大慈延福宫的大部分建筑遭到拆除，石碑也无存，仅余东院的通明殿、延座宝殿及部分西房。殿顶的神龛及藻井因占用单位加设天花，故保存完整。1998年，占用单位先后重修了后殿延座宝殿、中殿通明殿。1990年2月23日，北京市人民政府将“大慈延福宫建筑遗存”公布为北京市文物保护单位。
在拆除大慈延福宫主要建筑的时候，宫内尚有天官、地官、水官三官坐像以及文、武侍臣立像12尊。这些神像被迁入当时作为北京市文物局仓库的智化寺。这些神像都是用金丝楠木雕刻而成，妆銮，沥粉贴金。每尊神像腹内均装有用棉帛所制的脏器，并装有《九天应元雷声普化天尊说王枢宝经等经》等数百卷。后来，由于智化寺需要修复，故将这些神像迁至北京东岳庙育德殿内。

## 建筑

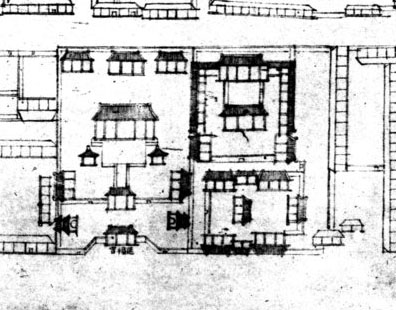
《乾隆京城全图》中的大慈延福宫

明朝及清朝时，北京城内外的三官庙中，大慈延福宫规模最大。大慈延福宫坐北朝南，由正院和东道院组成。
正院的主要建筑有：
- 山门：七开间，黑琉璃瓦调大脊硬山顶，绿剪边。
- 钟楼、鼓楼：分立山门内东西两侧。
- 大殿：三间。在山门正北。
- 大慈延福殿：为主殿，在大殿正北，面阔五间，四面带廊，后有虎尾抱厦。大慈延福殿的前后左右各有一座碑亭。
  - 葆真殿：大慈延福殿的东配殿，黑琉璃瓦顶
  - 法善殿：大慈延福殿的西配殿，黑琉璃瓦顶
- 紫微殿：位于大慈延福殿以北，面阔五间，左右各带一间耳房。
  - 青殿：在紫微殿东侧，面阔三间
  - 清华殿：在紫微殿西侧，面阔三间[1]

东道院的主要建筑有：
- 前殿：位于东道院南侧，早已拆除，无从考证
- 通明殿：为中殿，位于前殿以北，面阔三间，黑琉璃瓦歇山调大脊顶
- 延座宝殿：为后殿，位于通明殿以北，黑琉璃瓦歇山调大脊顶[1]

此外，民间传说大慈延福宫内有一口井，“分甘苦两味。甘者味甚清冽，苦者涩苦难食，故曰一井二水”，今此井已经湮没不可考。